# Fred Ebb
Fred Ebb (New York, 8 aprile 1928 – New York, 11 settembre 2004) è stato un paroliere e sceneggiatore statunitense.
In coppia col musicista John Kander, è stato autore di musical di successo come Chicago e Cabaret.

## Musical
- Flora, The Red Menace (1965)
- Cabaret (1966)
- Go Fly A Kite (1966), opera realizzata per conto della  General Electric
- The Happy Time (1968)
- Zorba (1968)
- 70, Girls, 70 (1971)
- Chicago (1975)
- 2 by 5 (1976), rivista per cui Kander&Ebb scrivono alcune canzoni
- The Act (1978)
- Woman of the Year (1981)
- The Rink (1984)
- And The World Goes 'Round (1991)
- Kiss of the Spider Woman (1992)
- Steel Pier (1997)
- Fosse (1999), rivista sulla vita di Bob Fosse
- All About Us
- The Visit (2001)
- Liza's Back
- Curtains (2006)
- The Scottsboro Boys  (2010)